# Silvio Garattini
Silvio Angelo Garattini (Bergamo, 12 novembre 1928) è un oncologo, farmacologo e ricercatore italiano, presidente e fondatore dell'Istituto di ricerche farmacologiche "Mario Negri".

## Biografia
Diplomato perito chimico a Bergamo nel 1947, nel 1948 ottiene anche la maturità scientifica. Nel 1954 è dottore con lode in medicina e chirurgia all'Università degli Studi di Torino. Sotto la guida di Emilio Trabucchi, inizia la sua attività come assistente e poi aiuto all'Istituto di Farmacologia dell'Università degli Studi di Milano, dove rimane fino al 1962 come libero docente in chemioterapia e farmacologia.
Nel 1961 ha fondato l'Istituto di ricerche farmacologiche "Mario Negri" di cui è stato il primo direttore. Nel corso degli anni, l'istituto avrebbe continuato a svilupparsi fino a raggiungere un organico di circa 850 ricercatori localizzati in quattro diverse sedi, a Milano, Bergamo, Ranica e Santa Maria Imbaro.
Dal 1965 al 1968 ha presieduto l'Organizzazione europea per la ricerca e la cura del cancro, della quale è fra i fondatori; è componente del "Gruppo 2003", consesso di ricercatori italiani tenuto in gran conto negli ambienti scientifici mondiali.
Garattini è autore di centinaia di pubblicazioni su riviste del settore a livello internazionale e autore di numerosi trattati sulla farmacologia.
È stato membro di numerosi organismi sia nazionali sia internazionali, fra i quali si ricordano il '"Comitato di Biologia e Medicina" del Consiglio Nazionale delle Ricerche (CNR), il Consiglio sanitario nazionale e la Commissione della Presidenza del Consiglio dei Ministri per la politica della ricerca in Italia, nonché membro della Commissione Unica del Farmaco (CUF) del Ministero della Salute.
Altre cariche da lui ricoperte sono state:
- Consulente dell'Organizzazione Mondiale della Sanità
- Membro del Consiglio di Amministrazione dell'Istituto Superiore di Sanità
- Membro del Committee for Proprietary Medicinal Products (CPMP) dell'European Agency for the Evaluation of Medicinal Products (Agenzia europea per i medicinali, EMEA).
- Membro del Comitato Esecutivo per la Politica della Ricerca (CEPR) del Ministero dell'Università e della Ricerca Scientifica e Tecnologica
- Membro del Comitato Scientifico della Lega Italiana per la Lotta Contro i Tumori
- Vicepresidente del Consiglio superiore di sanità
- Presidente del Comitato di Chemioterapia Antitumorale dell'Unione Internazionale contro il Cancro
- Presidente della Organizzazione europea di ricerche sul cancro (EORTC)
- Presidente della European Society of Biochemical Pharmacology
- Presidente Steering Advisory Group Current Controlled Trials
- Presidente Commissione Ricerca e Sviluppo dell'Agenzia italiana del farmaco (AIFA)

È fellow della New York Academy of Sciences, dell'American Association for the Advancement of Science ed emeritus fellow del Royal College of Physicians.
Nel corso della sua lunga attività ha ricevuto numerose onorificenze nazionali e internazionali fra le quali si ricordano: la Legion d'Onore della Repubblica francese per meriti scientifici, Grand'Ufficiale della Repubblica Italiana, Medaglia d'oro al merito della sanità pubblica e diverse lauree honoris causa da parte di diverse università europee.
Alla Camera dei Deputati gli è stato assegnato il Premio America della Fondazione Italia USA.
L'8 agosto 2021 il Consiglio Comunale di Desulo gli ha conferito la cittadinanza onoraria.

## Posizione sul cosiddetto"metodo" di Bella
In merito al cosiddetto "metodo" Di Bella, nel 1996 negò, da membro della CUF (Commissione Unica del Farmaco), il passaggio della somatostatina da farmaco di fascia H a farmaco di fascia A (che prevedeva la fornitura del farmaco a carico del Servizio Sanitario Nazionale) stante l'assenza di prove scientifiche sulla sua efficacia: «Non serviva a niente, non c'erano evidenze scientifiche della sua efficacia sull'uomo».

## Posizione sulla sperimentazione animale
Alle accuse di violenza gratuita provenienti da movimenti animalisti, ha risposto esprimendo la sua netta posizione sulla sperimentazione animale: «la sperimentazione sugli animali è insostituibile e necessaria. Chi si oppone dovrà assumersi le sue responsabilità per cure e farmaci che non verranno trovati. La ricerca non può essere fermata».

## Opere
- Interazioni tra farmaci con Alessandro Nobili, Selecta Medica, 2008, ISBN 9788808182111
- Fa bene o fa male? Salute, ricerca e farmaci: tutto quello che bisogna sapere, Sperling & Kupfer 2013. ISBN 9788820054373
- Gli analgesici oppioidi con Oscar Corali, Pacini, 2014, ISBN 9788863157307
- Acqua fresca, Sironi, 2015, ISBN 9788851802653
- Lunga vita. Quello che devi sapere su salute, vaccini, dieta e farmaci, Sperling & Kupfer, 2017, ISBN 9788820062682
- Farmaci sicuri. La sperimentazione come cura, con Vittorio Bertelè, Edra, 2018, ISBN 9788821448577
- Le vaccinazioni spiegate bene, Edizioni LSWR, 2018, ISBN 9788868956639
- Il guerriero gentile. La mia vita, le mie battaglie, con Roberta Villa, Solferino, 2019, ISBN 9788828202660
- Gli antibiotici spiegati bene, Edizioni LSWR, 2020, ISBN 9788868958138
- Il futuro della nostra salute. Il Servizio Sanitario Nazionale che dobbiamo sognare, Edizioni San Paolo, 2021, ISBN 9788892223851
- Prevenzione è rivoluzione. Per vivere meglio e più a lungo, il Mulino, 2023, ISBN 9788815406026
- Farmaci - luci e ombre, il Mulino, 2025, ISBN 978-88-15-39128-5